# Ceann Iar
Ceann Iar és una de les illes Monach o Heisgeir, a l'oest de North Uist en les Hèbrides Exteriors, a Escòcia, Regne Unit. És una illa prima, d'aproximadament dos quilòmetres de llarg. L'illa ocupa una superfície de 154 hectàrees i la seva altitud màxima sobre el nivell del mar és de 19 metres, al cim del Cnoc Bharr.
Ceann Iar és la segon més gran de les Illes Monach. Està connectat en la marea baixa amb Ceann Ear.
Igual que les altres illes del grup, té terres baixes, sorrenques, i subjectes a l'erosió costanera intensa. No és molt diferent de les illes de Scilly, i és possible que Ceann Iar, Sibhinis i Ceann Ear haguessin format un sol cos de terra en temps històrics, i que la seva superfície disminuís considerablement a causa de l'erosió.
L'illa ha estat habitada de manera intermitent durant més de mil anys, encara que el principal assentament estava a Ceann Ear. Va ser repoblada després de les Highland Clearances, però finalment es va abandonar l'any 1942 i roman deshabitada.